# Mesochorus leviae
Mesochorus leviae is een vliesvleugelig insect (orde Hymenoptera) uit de familie van de gewone sluipwespen (Ichneumonidae). De wetenschappelijke naam van de soort werd in 2016 door Rebecca Kittel gepubliceerd als nomen novum voor Mesochorus inflatus Schwenke, 1999. Die naam was als Mesochorus inflatus Dasch, 1971 al in gebruik voor een andere sluipwesp. De naam gedenkt  Rita Levi-Montalcini (1909–2012), een Italiaans neurobiologe.
In 2018 publiceerden Rodrigo Araujo, Felipe Vivallo en Bernardo Santos, kennelijk onbekend met Kittels artikel, nogmaals een nomen novum, Mesochorus physus, nom. superfl.